# SS United States
O SS United States é um navio de passageiros norte-americano que foi operado pela United States Lines e construído pelos estaleiros da Newport News Shipbuilding na Virgínia. Foi o maior transatlântico já construído nos Estados Unidos e o navio mais rápido a cruzar o Oceano Atlântico em qualquer direção. Projetado pelo arquiteto naval William Francis Gibbs, a construção do United States começou em fevereiro de 1950 e foi lançado ao mar em junho do ano seguinte. O navio foi parcialmente subsidiado pelo governo norte-americano sob as condições de que fosse rápido, seguro e pudesse ser facilmente convertido em uma embarcação de transporte de tropas em caso de guerra.
O United States realizou sua viagem inaugural em 3 de julho de 1952, quebrando em dez horas o recorde anterior de velocidade do RMS Queen Mary e assim conquistando a Flâmula Azul de viagem transatlântica mais rápida, título que mantém até os dias de hoje. O navio foi um grande sucesso, principalmente com os passageiros norte-americanos, que preferiam viajar a bordo dele do que em outros navios estrangeiros. A popularização da aviação comercial na década de 1960 afetou o transporte marítimo, com o United States passando a realizar cruzeiros a fim de tentar ganhar mais dinheiro. Por volta de 1960, o navio já tinha gastado mais de cem milhões de dólares em subsídios governamentais.
A embarcação foi tirada do serviço no final de 1969 e atracada na Virgínia. Pelas décadas seguintes várias companhias compraram o navio, sempre com planos de reformá-lo e convertê-lo em um navio de cruzeiro permanentemente ou reabilitá-lo como transatlântico. Entretanto, todos esses planos falharam por questões financeiras. O United States chegou a ser rebocado para Istambul na Turquia em junho de 1992, porém voltou para os Estados Unidos em 1996 e foi atracado na Filadélfia, onde permanece em deterioração até hoje. Ele foi colocado em 1999 no Registro Nacional de Lugares Históricos.